# 喬·沙翠亞尼
约瑟夫·萨特里亚尼（Joseph "Satch" Satriani，1956年7月15日—），出生在紐約Westbury，美國多樂器演奏家，以搖滾吉他聞名，曾被提名葛萊美獎，在早期的時候，他擔任一位吉他教師，有一些之前的學生已經以各自的獨特吉他技巧而成名。Satriani是一個音樂家的幕後推手，擔任千變萬化的G3吉他巡迴創立者，也與其他音樂家暫時表演。
1988年，被滾石樂隊的米克·賈格爾在第二次個人巡迴時聘為主吉他手。1994年，擔任深紫的主吉他手。他與演奏各式各樣音樂類型的吉他手演奏，包含史提芬·范、約翰·帕特西 、埃里克·约翰逊、Larry LaLonde、英格威·玛姆斯汀、布赖恩·梅、Patrick Rondat、Andy Timmons、保罗·吉尔伯特、Adrian Legg及Robert Fripp在G3表演。
演奏最主要受到藍調搖滾吉他指標人物的影響，例如吉米·罕醉克斯、吉米·佩奇及傑夫·貝克，不過他有他自己易辨的演奏風格。自從1988年，他已經開始使用他的代言吉他，Ibanez JS系列在商店頗為暢銷。還代言Peavey JSX簽名音箱系列以及Vox的Satchurator破音踏板，目前他是超級樂團（Super Band）Chickenfoot的主吉他手。